# شمس‌آباد (ریگان)
شمس‌آباد روستایی در دهستان گاوکان بخش مرکزی شهرستان ریگان استان کرمان ایران است.

## جمعیت
بر پایه سرشماری عمومی نفوس و مسکن در سال ۱۳۹۵ جمعیت این روستا کمتر از ۳ خانوار بوده‌است.